# Vocal casi cerrada semiposterior redondeada
La vocal casi cerrada semiposterior redondeada(escucharⓘ) es un tipo de sonido vocálico que se emplea en algunas lenguas habladas. Su símbolo en el Alfabeto Fonético Internacional es ʊ, y su equivalente en el sistema X-SAMPA es U. Antes de 1989, se empleaba otro símbolo en AFI: ɷ, llamado la "omega cerrada".  Su versión no redondeada se representa como/ɯ̽/
La vocal casi cerrada semiposterior redondeada , o vocal casi cerrada semiposterior redondeada, es un tipo de sonido vocal, usado en algunos idiomas hablados. El símbolo del AFI que representa este sonido es /ʊ/. Se le llama informalmente "u de herradura".  En la notación fonética americanista, se usa el símbolo /ᴜ/ (una U mayúscula pequeña).  A veces, especialmente en la transcripción fonética, esta vocal se transcribe con un símbolo más simple /u/, que técnicamente representa la vocal cerrada posterior redondeada.
El libro “Handbook of the International Phonetic Association” define [ʊ] como una vocal posterior cerrada y redondeada centralizada media (bajadas y centralizadas) (transcrita [u̽] o [ü̞]), y el nombre oficial actual de la AFI de la vocal transcrita con el símbolo [ʊ]  Vocal casi cerrada posterior redondeada. Sin embargo, algunos idiomas tienen la Vocal semicerrada posterior redondeada , una vocal que es algo más baja que el valor canónico de [ʊ], aunque todavía se ajusta a la definición de vocal posterior cerrada y redondeada.  [u] Aparece en algunos dialectos del inglés (como el general american (General american) y el geordie) así como en otros idiomas (como el limburgués maastrichtiano). Se puede transcribir con el símbolo [ʊ̞] (un [ʊ] rebajado) en transcripción restringida.  Para la Vocal posterior redondeada cerrada-media (casi) que normalmente no se transcribe con el símbolo [ʊ] (o [u]), véase Vocal semicerrada posterior redondeada.
Puede que algunas lenguas empleen una vocal casi cerrada semiposterior no redondeada, sin embargo no se conoce ninguna lengua que emplee de forma contrastiva ambas variantes de esta vocal, por lo que no existe un símbolo AFI estándar para representarla y puede representarse como <ɯ̽> o <ʊ͗>

## Vocal casi cerrada posterior redondeada
En algunos otros idiomas (como el bengalí y el luxemburgués) así como en algunos dialectos del inglés (como el inglés escocés) hay una vocal cerrada redondeada completamente posterior (un sonido entre la "u" cardinal y la "o)", que se puede transcribir en AFI con /ʊ̠/,/u̞/,/o̝/.

## Características
- Según su abertura es una vocal casi cerrada, por lo tanto la lengua se contrae menos que al producir una vocal cerrada.
- Su localización es semiposterior, lo que implica que la lengua se posiciona ligeramente más adelante que en una vocal posterior, también si hablamos de la Vocal semicerrada posterior redondeada, su localización sería realmente
- Se trata de una vocal generalmente redondeada, lo que significa que los labios se redondean en mayor o menor grado, pero algunas veces es más bien ambiguo. Como no se conoce ningún idioma que emplee de forma contrastiva la producción redondeada o no de esta vocal, la Asociación Fonética Internacional no ha creado distintos símbolos para mostrar esto.

## Ocurrencias de [ʊ] y sus variantes [ʊ̞] y [ʊ̠].
Debido a que se asume que las vocales redondeadas posteriores tienen protrusión, y pocas descripciones cubren la distinción, algunas de las siguientes pueden tener en realidad compresión. En la tabla a continuación, las vocales transcritas con [o̝] tienen un redondeo considerablemente más fuerte que el valor prototípico de [ʊ].
En la tabla cuando se habla de “puramente posterior” se habla de la “Vocal casi cerrada posterior redondeada” [ʊ̠] [o̝] [u̞], por otra parte si se habla de semi posteriores, generalmente se habla de la “Vocal semicerrada semi posterior redondeada” [ʊ̞] [ɵ̠], y si se habla de casi cerradas, generalmente se habla de la común versión de [ʊ].